# James Archibald Meriwether
James Archibald Meriwether (* 20. September 1806 bei Washington, Georgia; † 18. April 1852 in Eatonton, Georgia) war ein US-amerikanischer Politiker. Zwischen 1841 und 1843 vertrat er den Bundesstaat Georgia im US-Repräsentantenhaus.

## Werdegang
James Archibald Meriwether war ein Neffe von James Meriwether (1789–1854), der zwischen 1825 und 1827 ebenfalls den Staat Georgia im Kongress vertrat. Der jüngere Meriwether besuchte die öffentlichen Schulen seiner Heimat. Danach studierte er bis 1826 an der University of Georgia in Athens. Nach einem anschließenden Jurastudium und seiner Zulassung als Rechtsanwalt begann er in Eatonton in seinem neuen Beruf zu arbeiten. Außerdem wurde er in der Landwirtschaft und in der Politik tätig.
Zwischen 1831 und 1836 sowie nochmals im Jahr 1838 saß er als Abgeordneter im Repräsentantenhaus von Georgia. Er schloss sich der 1835 gegründeten Whig Party an. Im Jahr 1839 war er Mitglied einer Versammlung in Eatonton, bei der über die Verbesserung der Infrastruktur des Staates Georgia beraten wurde. Bei den Kongresswahlen des Jahres 1840 wurde er im fünften Wahlbezirk von Georgia in das US-Repräsentantenhaus in Washington, D.C. gewählt, wo er am 4. März 1841 die Nachfolge von Mark Anthony Cooper antrat. Bis zum 3. März 1843 konnte er eine Legislaturperiode im Kongress absolvieren. Diese war von den Diskussionen um eine mögliche Annexion der seit 1836 von Mexiko unabhängigen Republik Texas sowie den Streitereien zwischen den Whigs und US-Präsident John Tyler bestimmt.
Nach seinem Ausscheiden aus dem US-Repräsentantenhaus setzte James Meriwether seine politische Laufbahn auf Staatsebene fort. In den Jahren 1843, 1851 und 1852 wurde er erneut in das Repräsentantenhaus von Georgia gewählt, dessen Präsident er zeitweise war. Zwischen 1845 und 1849 amtierte er als Richter im Gerichtsbezirk von Ocmulgee. James Meriwether starb am 18. April 1852 in Eatonton. Er war mit Rebecca Carleton McKigney (1807–1876) verheiratet, mit der er drei Kinder hatte, von denen zwei sehr jung verstarben.